# Broken Sword: The Angel of Death
Broken Sword: The Angel of Death – gra przygodowa wyprodukowana przez firmę Revolution Software i Sumo Software. Jest to czwarta część cyklu gier Broken Sword. W USA wydano ją pod nazwą Secrets of the Ark: A Broken Sword Game. Gra miała europejską premierę 15 września 2006 roku, zaś w Polsce została wydana 26 stycznia 2007. Tym razem główny bohater, George Stobbart, zakochuje się w pięknej blondynce Annie Marii, która zostaje porwana. George próbując ją odnaleźć, zostaje wciągnięty w kolejną intrygę, związaną z pradawnym manuskryptem. Akcja rozpoczyna się w Nowym Jorku, ale gracz odwiedzi również takie miejsca jak: Stambuł, Watykan, czy Phoenix. Gra została wydana w polskiej wersji językowej. Większość krytyków oceniła grę pozytywnie. Średnia ocena na Metacritic wynosi 73%.